# Новожилов Михайло Галактіонович
Миха́йло Галактіо́нович Новожи́лов (29 червня 1911, Нижній Тагіл — 28 квітня 1997, Дніпропетровськ) — український радянський науковець у галузі відкритої гірничої технології, педагог. Доктор технічних наук (1955), професор (1955). Дворазовий лауреат Державної премії УРСР в галузі науки і техніки (1972, 1983). Автор терміна «глибокий кар'єр», першим науково обґрунтував циклічно-потокову технологію розроблення скельних руд і порід кар'єрів Криворізького залізорудного басейну.
Учасник німецько-радянської війни, інженер-майор військової служби. Після демобілізації, понад 10 років — науковий співробітник і педагог Свердловського гірничого інституту імені В. В. Вахрушева (1943—1955). Після переїзду до України, понад 40 років — науковий співробітник і педагог Дніпропетровського гірничого інституту імені Артема (1956—1997), засновник і завідувач кафедри відкритих гірничих робіт.
Автор понад 500 наукових робіт, засновник наукової школи з відкритого розроблення родовищ, послідовниками якої стали понад 200 докторів і кандидатів наук.

## Життєпис
Народився 29 червня 1911 року в селищі (нині місто) Нижній Тагіл (теперішня Свердловська область РФ).
У 1932 році закінчив Нижньотагільський гірничо-металургійний технікум, через три роки — Свердловський гірничий інститут (СГІ). Відтоді ж працював на Уральських мідних рудниках.
У 1941 році закінчив аспірантуру СГІ та здобув науковий ступінь кандидата технічних наук, захистивши дисертацію на тему «Наиболее рациональные системы разработки Криворожских месторождений, эксплуатируемых системой подэтажного обрушения». З початком німецько-радянської війни увійшов до складу 151-го окремого мостобудівельного батальйону, брав участь у бойових діях. Демобілізований у 1943 році у званні інженера-майора. Тоді ж повернувся до СГІ, де протягом 12 років працював асистентом, доцентом, заступником директора з наукової роботи.
У 1954 році заснував і очолив кафедру відкритих гірничих робіт СГІ, але вже через рік був призначений директором і завідувачем кафедри розроблення родовищ корисних копалин Магнітогорського гірничо-металургійного інституту. Тоді ж здобув науковий ступінь доктора технічних наук, захистивши дисертацію на тему «Основные вопросы открытой разработки месторождений на больших глубинах».
З 1956 року жив в Україні, у Дніпропетровську, де заснував і очолив першу в країні кафедру відкритих гірничих робіт Дніпропетровського гірничого інституту імені Артема (ДГІ). В середині 1960-х років співзаснував Інститут геотехнічної механіки АН УРСР, у якому деякий час очолював відділ безперервних процесів відкритих гірничих робіт.
Кафедру відкритих гірничих робіт ДГІ очолював до 1989 року, після цього до кінця життя працював її професором. Помер у 85-річному віці 28 квітня 1997 року. Похований на Сурсько-Литовському кладовищі міста Дніпро.

## Наукова діяльність
Автор понад 500 наукових робіт, засновник наукової школи з відкритого розроблення родовищ, послідовниками якої стали понад 200 докторів і кандидатів наук. Серед учнів Михайла Новожилова — професори та академіки Аркадій Шапар, Ернест Єфремов, Михайло Четверик, Ілля Гуменик, Анатолій Дриженко, Георгій Пчолкін, Василь Прокопенко, Родерік Крисін, Олександр Пригунов, Борис Тартаковський, Володимир Хохряков, Юрій Бєляков тощо.
Один із піонерів вивчень відкритого добування корисних копалин на великих глибинах. У своїх перших роботах наприкінці 1940-х — на початку 1950-х років дослідив конструкції різних гірничих машин, технології їх застосування на кар'єрах. Ввів у обіг термін «глибокий кар'єр». Як педагог Свердловського гірничого інституту, за спогадами його учня Володимира Хохрякова, використовував методичний, структурований підхід до викладання матеріалу, володів результатами найновіших досліджень техніки та технології відкритих розроблень. Наукові ідеї професора Новожилова з глибоких кар'єрів, запропоновані ним під час керівництва кафедрою розроблення родовищ корисних копалин, були реалізовані на низці родовищ, зокрема на Сібайському.
Наприкінці 1950-х років під керівництвом професора Новожилова виконана фундаментальна наукова робота «Основные технические направления и пути рациональной разработки карьерных полей ГОКов Кривбасса», в якій вперше була науково обґрунтована циклічно-потокова технологія розроблення скельних руд і порід кар'єрів Криворізького залізорудного басейну. За результатами роботи інститутом «Кривбаспроєкт» у 1965 році був побудований найбільший кар'єр в Україні та один із найбільших у світі — Інгулецький.
З того ж часу досліджував комплексний розвиток відкритого розроблення низки басейнів України, зокрема Нікопольського марганцевого, Керченського залізорудного, Придніпровського буровігульного, Прикарпатського сірконосного, більшості гранітних кар'єрів, а також Часовоярського родовища вогнетривких глин. Наприкінці 1960-х років, через великий обсяг наукових досліджень, заснував на кафедрі відкритих гірничих робіт дві галузеві науково-дослідні лабораторії: з проблем відкритого розроблення залізорудних, марганцевих і нерудних родовищ України, а також з проблем розроблення родовищ скельних будівельних порід.
Сумарний економічний результат від впровадження наукових розробок Михайла Новожилова перевищив 1 мільярд рублів. Наприкінці 1970-х років очолив (як науковий керівник) новостворену проблемну лабораторію комплексного освоєння мінеральної сировини України. Наприкінці 1980-х років під керівництвом професора Новожилова дослідницька група розв'язала проблему переходу з відкритих на підземні гірничі роботи у Криворізькому залізорудному басейні.
Учні Михайла Новожилова, професори Ілля Гуменик, Анатолій Дриженко та Георгій Пчолкін, до 100-річчя від дня його народження згадували:
|  | Професор Новожилов М. Г. був різнобічним фахівцем. Його інтереси поширювалися далеко за межі гірничої науки. Особливо він любив історичну науку та чудово знав світову історію, постійно приділяв увагу залученню молоді до наукових досліджень, цікавився долею своїх випускників — ніхто не залишався поза поля його зору, без його поради та підтримки. |

Почесний академік Академії гірничих наук України, академік Української екологічної академії наук. Член експертної комісії Комітету з Державних премій УРСР в галузі науки і техніки. Постійний дописувач «Гірничого журналу».

## Вшанування пам'яті
На фасаді будівлі Національного технічного університету «Дніпровська політехніка» (колишнього Дніпропетровського гірничого інституту імені Артема) встановлена меморіальна дошка в пам'ять про Михайла Новожилова, одна з аудиторій університету та студентська стипендія названі його іменем. Щорічно проводилась міжнародна науково-практична конференція «Проблеми комплексного освоєння надр», присвячена його пам'яті.

## Науковий доробок (частковий)
- Наиболее рациональные системы разработки Криворожских месторождений, эксплуатируемых системой подэтажного обрушения: дис. канд. техн. наук. — Свердловск, 1941.
- Открытые горные работы / М. Г. Новожилов, канд. техн. наук доц. — Свердловск ; Москва: Металлургиздат, 1950. — 559 с. : ил.
- Сборник статей по маркшейдерскому делу / [Ред. совет: проф. А. И. Веселов… доц. М. Г. Новожилов (пред.) и др.]. — Москва: Углетехиздат, 1951. — 76 с. : черт.
- Основные вопросы открытой разработки месторождений на больших глубинах: диссертация доктора технических наук : 05.00.00. — Свердловск, 1954. — 457 с. : ил.
- Некоторые основные вопросы открытой разработки месторождений на больших глубинах // Сб. науч. тр. / Магнитогорский горно-металлур. ин-т. — Магнитогорск, 1957. — Вып. 12. — С. 20–63.
- Перспективы совершенствования открытой разработки месторождений полезных ископаемых на больших глубинах // Бюллетень Горного об-ва. — Свердловск, 1957. — № 4–5. — С. 18–37.
- Вскрытие и системы открытой разработки глубоких горизонтов карьеров // Техника и технология открытых горных работ. — М.: Углетехиздат, 1959. — С. 89–111
- Совершенствование техники и технологии открытой разработки железорудных месторождений / М. Г. Новожилов, В. Г. Селянин. — Москва: Высш. школа, 1961. — 156 с. : ил.
- Открытые горные работы: [Учеб. пособие для горных вузов и фак.] / Проф. д-р техн. наук М. Г. Новожилов. — Москва: Госгортехиздат, 1961. — 475 с., 3 л. черт. : ил.
- Новая технология открытой разработки месторождений полезных ископаемых / М. Г. Новожилов, В. Г. Селянин, Б. Н. Тартаковский ; Под общ. ред. проф. д-ра техн. наук М. Г. Новожилова. — Киев: Гостехиздат УССР, 1961. — 206 с. : черт.
- Глубокие карьеры / М. Г. Новожилов, В. Г. Селянин, А. Е. Троп. — Москва: Госгортехиздат, 1962. — 258 с. : ил.
- Открытая разработка месторождений полезных ископаемых: [Учебник для студентов специальности «Разработка месторождений полезных ископаемых» по специализации «Открытая разработка месторождений» вузов УССР] / М. Г. Новожилов, А. С. Фиделев. — Киев: Гостехиздат УССР, 1963. — 394 с. : ил.
- Совершенствование режима эксплуатации мощных вскрышных комплексов непрерывного действия / Канд. техн. наук А. М. Варшавский, проф. д-р техн. наук М. Г. Новожилов. — Москва: Госгортехиздат, 1963. — 164 с. : ил.
- Развитие и совершенствование открытых горных работ: материалы республиканского совещания / под ред. д-ра техн. наук М. Г. Новожилова и канд. техн. наук Б. Н. Тартаковского ; Гос. ком. Совета Министров УССР по координации науч.-исслед. работ, Ин-т техн. информации, Упр. горнодобывающей пром-сти Приднепровского СНХ, Днепропетровский горный ин-т, Отд-ние горнорудных проблем ИЭ АН УССР, Киевское межобл. правл, НТО горное., Днепропетр. обл. отд-ние о-ва «Знание». — Киев: Гостехиздат УССР, 1963. — 391 с. : ил.
- Открытые горные работы: (Технология и комплексная механизация открытой добычи угля, руд и нерудных ископаемых): [Учеб. пособие для горных специальностей вузов] / Проф. д-р техн. наук М. Г. Новожилов. — 2-е изд., перераб. — Москва: Недра, 1965. — 553 с., 4 л. схем. : ил.
- Совершенствование буровзрывных работ на карьерах / Ф. И. Кучерявый, М. Г. Новожилов, М. Ф. Друкованый. — Москва: Недра, 1965. — 255 с. : ил.
- Проектирование технологии строительства карьеров при применении техники непрерывного действия / М. Г. Новожилов, Б. Н. Тартаковский, М. И. Барсуков ; Акад. наук УССР. Днепропетровский филиал Ин-та механики. — Москва: Наука, 1965. — 112 с. : черт.
- Поточная технология открытой разработки месторождений: (Теорет. основы) / М. Г. Новожилов, Б. Н. Тартаковский, В. С. Эскин ; Акад. наук УССР. Днепропетр. филиал Ин-та механики. — Киев: Наукова думка, 1965. — 249, [5] с., 2 л. черт. : черт.
- Развитие взрывных работ в горном деле: [Сборник статей] / Под ред. д-ра техн. наук М. Г. Новожилова и канд. техн. наук М. Ф. Друкованого. — Москва: Недра, 1965. — 364 с. : ил.
- Технология строительства карьеров мощной техникой непрерывного действия / М-во высш. и сред. спец. образования УССР. Днепропетр. ордена Трудового Красного Знамени горный ин-т им. Артема. Акад. наук УССР. Днепропетр. филиал Ин-та механики. — Киев: [б. и.], 1965. — 8 с. : черт.
- Пути повышения производительности труда на карьерах Криворожских горнообогатительных комбинатов / Проф. д-р техн. наук М. Г. Новожилов. — Кривой Рог: [б. и.], 1965. — 17 с.
- Взрывание в зажатой среде на карьерах / АН УССР. Днепропетр. филиал Ин-та механики ; М. Г. Новожилов, М. Ф. Друкованый, В. И. Ильин, И. Ф. Оксанич. — Киев: Наукова думка, 1966. — 172 с. : ил.
- Технический прогресс на открытых разработках рудных месторождений и пути его ускорения / М. Г. Новожилов, проф., д-р техн. наук. — Москва: Внешторгиздат, 1967. — 7 с., 1 л. ил. : ил.
- Основы управляемого обрушения уступов на открытых разработках / Ан УССР. Днепропетр. филиал Ин-та механики ; М. Г. Новожилов, Б. Н. Тартаковский, В. Д. Кирилюк, А. Г. Шапарь. — Киев: Наукова думка, 1967. — 214 с. : ил.
- Сера Предкарпатья: [Сборник статей] / [Под общ. ред. д-ра техн. наук проф. М. Г. Новожилова]. — Львов: Каменяр, 1967. — 260 с., 1 л. граф. : ил.
- Прогрессивная технология открытой добычи руд на карьерах УССР / М. Г. Новожилов, д-р техн. наук, Э. И. Шкута, Г. Д. Середа, кандидаты техн. наук и др. ; Под общ. ред. д-ра техн. наук проф. М. Г. Новожилова. — Киев: [б. и.], 1968. — 92 с. : черт.
- Расширение области применения открытых горных работ и перспективы увеличения глубины карьеров в Кривбассе / М. Г. Новожилов, д-р техн. наук, Е. Н. Горуля, канд. техн. наук. — Киев: [б. и.], 1969. — 39 с. : черт.
- Научные основы планирования и управления мощными карьерами с применением ЭЦВМ / М. Г. Новожилов, В. А. Нападайло, Г. Д. Пчелкин и др. — Москва: Наука, 1969. — 179 с. : черт.
- Разработка месторождений полезных ископаемых: [Сборник статей] / [Ред. коллегия: проф., д-р техн. наук М. Г. Новожилов (пред.) и др.]. — Москва: Недра, 1969. — 386 с. : ил.
- Горногеометрический анализ и режим горных работ карьеров / М. Г. Новожилов, Б. Н. Тартаковский, М. С. Четверик ; АН УССР. Ин-т геотехн. механики. — Киев: Наукова думка, 1971. — 144 с. : черт.
- Экономико-математическое моделирование параметров карьеров. — Москва: Недра, 1971. — 197 с. : черт.
- Теория и практика бестранспортной системы открытой разработки месторождений: [Учеб. пособие для горных вузов и фак.] / М. Г. Новожилов, В. С. Эскин, Г. Я. Корсунский. — Киев: Вища шк., 1973. — 206 с. : черт.
- Механика горных пород и устойчивость бортов карьеров: [Учеб. пособие для горных фак. вузов] / Под общ. ред. проф. М. Г. Новожилова. — Киев: Вища шк., 1973. — 119 с. : черт.
- Алгоритмизация горнотехнических расчетов при открытой разработке месторождений: Учеб. пособие / [М. Г. Новожилов, Г. Д. Пчелкин, С. А. Бондарь, Г. Я. Корсунский] ; Днепропетр. горный ин-т им. Артема, Кафедра открытых горных работ. — Днепропетровск: Днепропетр. горн. ин-т, 1975. — 69 с. : ил.
- Рекультивация земель, нарушенных открытыми разработками / Под ред. д-ра техн. наук, проф. М. Г. Новожилова. — Москва: Недра, 1975. — 182 с. : черт.
- Применение ЭЦВМ при решении горно-технических задач: Учеб. пособие / [М. Г. Новожилов, Г. Д. Пчелкин, С. А. Бондарь, Г. Я. Корсунский] ; Днепропетр. горный ин-т им. Артема, Кафедра открытых горных работ. — Днепропетровск: ДГИ, 1976. — 98 с. : ил.
- Качество рудного сырья черной металлургии / М. Г. Новожилов, Я. Ш. Ройзен, А. М. Эрперт. — Москва: Недра, 1977. — 415 с. : ил.
- Теория и практика открытой разработки горизонтальных месторождений / М. Г. Новожилов, В. С. Эскин, Г. Я. Корсунский. — Москва: Недра, 1978. — 328 с. : ил.
- История развития открытых горных работ в Криворожском железорудном бассейне // История горной науки и техники. — Тбилиси: Мецниереба, 1979. — № 1. — С. 146—158.
- Перспективы комплексного использования вскрышных пород и отходов обогащения полезных ископаемых на карьерах Украины / М. Г. Новожилов, И. Л. Гуменик, А. С. Матвеев, А. И. Панасенко, М. В. Белов // Комплексное использование минерального сырья. — 1980. — № 3. — С. 72–77.
- Технологические параметры глубоких карьеров / [М. Г. Новожилов, А. М. Маевский, С. А. Бондарь, А. Ю. Дриженко]; Под ред. М. Г. Новожилова. — Москва: Недра, 1982. — 175 с. : ил.
- Высокопроизводительные глубокие карьеры / [М. Г. Новожилов, Л. Ю. Дриженко, А. М. Маевский и др.] ; под ред. М. Г. Новожилова. — Москва: Недра, 1984. — 188 с. : ил.
- Определение высоты переходной зоны при последовательной комбинированной разработке крутопадающих месторождений / М. Г. Новожилов, А. М. Маевский, Н. И. Просандеев // Повышение эффективности комплексного открыто-подземного способа разработки месторождений /АН СССР. Ин-т проблем комплексного освоения недр. — М., 1988. — С. 95–117.
- Эффективность внутреннего отвалообразования при доработке глубоких горизонтов карьера / М. Г. Новожилов, А. М. Маевский, Н. И. Просандеев // Повышение эффективности комплексного открыто-подземного способа разработки месторождений / АН СССР. Ин-т проблем комплексного освоения недр. — М., 1988. — С. 78–89.
- Технологические аспекты разработки глубоких карьеров // Горный журнал. — 1993. — № 6. — С. 13-17.
- Внедрение на карьерах Украины энергосберегающих технологий и оборудования / М. Г. Новожилов, А. С. Пригунов // Металлург. и горнорудная пром-сть. — 1994. — № 1. — С. 37-40.
- Решение проблемы внедрения на карьерах скального типа поточной технологии / М. Г. Новожилов, А. С. Пригунов, С. М. Бро // Горный информ.-аналит. бюллетень. — 1996. — № 5. — С. 42-45.
- Проблемы внедрения поточной технологии на карьерах / М. Г. Новожилов, А. С. Пригунов, С. М. Бро // Горный журнал. — 1998. — № 1. — С. 18-20.

## Нагороди
- 1972 — Державна премія УРСР в галузі науки і техніки — «за розробку і впровадження прогресивної технології добування марганцевої руди відкритим способом та гірничотехнічної рекультивації відроблених земельних масивів у Нікопольському басейні /1958-1970 рр./.»
- 1983 — Державна премія УРСР в галузі науки і техніки — «за розробку та широке промислове впровадження прогресивної циклічно-потокової технології на залізорудних кар'єрах Кривбасу»
- знак «Шахтарська слава» I, II, III ступенів
- орден Вітчизняної війни II ступеня
- медаль «За бойові заслуги»[2]